# Nordkaperen
```
 For alternative betydninger, se 
Nordkaperen (flertydig)
.
 
(
Se også artikler, som begynder med Nordkaperen
)
```

Nordkaperen er en gaffelrigget galease bygget i Stettin, Polen i 1905. 
Skibet er bygget af stål og er 58 fod lang og 11 fod bred og stikker 8 fod. Ud over riggen er der en 150 hk motor til at sikre fremdriften. 
Eventyreren Troels Kløvedal købte med en gruppe venner Nordkaperen i 1967 og har siden sejlet den rundt om jorden tre gange.
Inden sin død i 2018, testamenterede Troels Kløvedal Nordkaperen til sine 5 børn, samt 10 unge styrmænd og kvinder, som tidligere har lånt Nordkaperen i kortere eller længere perioder.